# Bouraoui Belhadef
Bouraoui Belhadef est une commune de la wilaya de Jijel en Algérie.

## Géographie

### Situation
Le territoire de la commune de Bouraoui Belhadef se situe au centre de la wilaya de Jijel.
| Bordj Tahar         | Djemaa Beni Habibi  | El Ancer                         |
| Bordj Tahar         | Bouraoui Belhadef   | El Ancer, Ouled Yahia Khedrouche |
| Boucif Ouled Askeur | Boucif Ouled Askeur | Ouled Yahia Khedrouche           |

### Localités de la commune
La commune de Bouraoui Belhadef est composée de vingt-trois localités :
- Aouzourène
- Beni Mimoune
- Bouraoui Belhadef
- Bousbaa
- Bouhamed
- Bouyamène
- Dar Ahmed
- Ghedir El Kabch
- El Dechra
- El Teyana
- El Kitoune
- En Nator
- Er Rekaa El Hamra (Samâa)
- Es Sebt
- Gourmaten (Remila)
- Mekhled
- Ouled Amrane
- Ouled Khellas
- Ouled Maafi
- Ouled Messaouda
- Ouled Mezni
- Taaret
- Taoulout
- Taria
- Tassera
- Touadna